# Nationale Akademie der Bildenden Künste und Architektur
Koordinaten: 50° 27′ 31,3″ N, 30° 30′ 26,2″ O

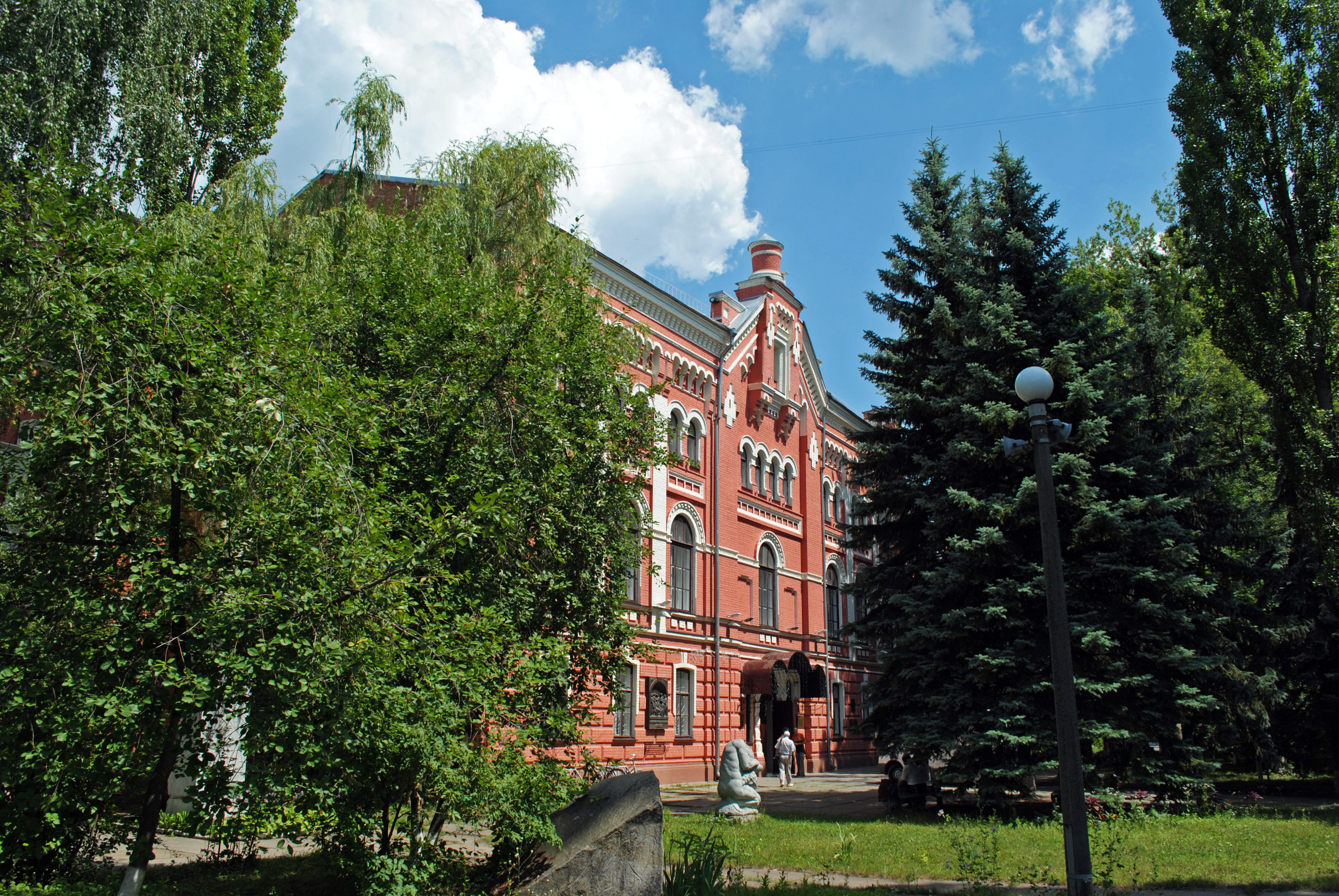
Hauptgebäude der Akademie, 2009

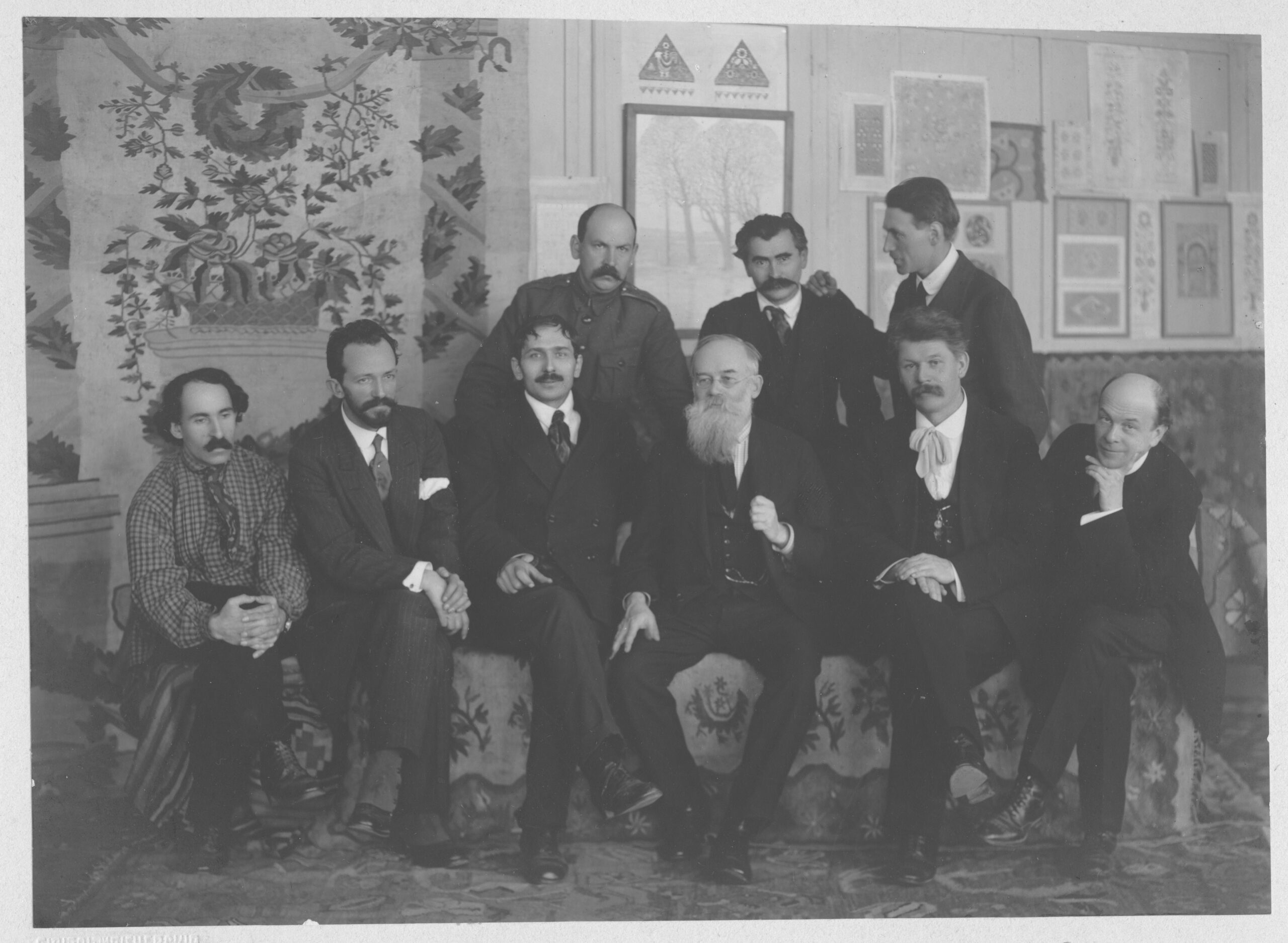
Gründer der Akademie im Dezember 1917. Stehend von links nach rechts: Heorhij Narbut, Wassyl Krytschewskyj, Mychajlo Bojtschuk. Sitzend: Abram Manewitsch, Oleksandr Muraschko, Fedir Krytschewskyj, Mychajlo Hruschewskyj, Iwan Steschenko, Mykola Buratschek

Die Nationale Akademie der Bildenden Künste und Architektur (ukrainisch Національна академія образотворчого мистецтва і архітектури) ist eine Kunsthochschule in der ukrainischen Hauptstadt Kiew. Sie ist nicht zu verwechseln mit der Nationalen Akademie der Künste der Ukraine.

## Geschichte
Die Nationale Akademie der Bildenden Künste und Architektur wurde in Nachfolge der Ukrainischen Akademie der Künste am 18. Dezember 1917 in Kiew mit dem Hauptzweck gegründet, Kunst auf Grundlage nationaler Traditionen und der Weltkultur zu lehren. Die Akademie bot der einheimischen begabten Jugend die Möglichkeit, Hochschulbildung innerhalb der Ukraine zu erlangen, und war die Keimzelle für die Entstehung und Entwicklung der modernen Bildung auf dem Gebiet der bildenden Kunst in der Ukraine. Erster Rektor war der Maler Fedir Krytschewskyj, sein Nachfolger wurde der Maler und Grafiker Heorhij Narbut, dem 1920 Mychajlo Bojtschuk folgte.
1922 wurde die Akademie zum Institut für Bildende Künste und fusionierte 1924 mit dem 1918 gegründeten Ukrainischen Architektur Institut zum Kiewer Kunst Institut. Am 1. Oktober 1928 unterrichteten 103 Professoren mehr als 800 Studenten. Für eine kurze Zeit wurde das Institut zu einer der führenden Kunsthochschulen der damaligen Sowjetunion. Jedoch machten die Entstehung verschiedener Kunstrichtungen, der Kampf um die Hegemonie in der Kunst und verstärkter ideologischer Druck die Erfolge zunichte. 1930 fand eine erneute Umstrukturierung im Sinne des Proletkult statt, und das Institut gliederte sich in die Abteilungen: Kunst und Propaganda, Dekoration des proletarischen Lebens; Skulpturenschmuck sozialistischer Städten und Kommunistische künstlerische Ausbildung. Ende der 1930er Jahre kehrte man zu akademischen Bildungsprinzipien zurück. Viele bekannte Künstler wurden Opfer der Repression im Jahr 1937.
Mit der Erlangung der Unabhängigkeit der Ukraine setzten ein Prozess der Wiederbelebung der nationalen kulturellen Traditionen und die Umstrukturierung der Hochschulbildung ein. Zum 75-jährigen Jubiläum der Akademie im Dezember 1992 erhielt die Schule ihren ursprünglichen Namen zurück, und nach der Entscheidung des Ministerkabinetts der Ukraine seit 1998 war sie die Akademie für Bildende Kunst und Architektur, bis sie im September 2000 den Status einer Nationalen Akademie erhielt und sich seitdem Nationale Akademie der Bildenden Künste und Architektur nennt.

## Organisation
Die Akademie ist die einzige interdisziplinären Hochschule für Kunsterziehung mit akademischen Schwerpunkt in der Ukraine. Sie lehrt Kunst, Architektur, Restaurierung von Kunstwerken, Kunstgeschichte und Kunstmanagement.
Der Status der Akademie ist der einer Nationalen Hochschule mit Ebene 5 – Akkreditierung. In der Akademie auf der Wulyzja Wosnessenskyj uswis Nummer 20 in Kiew studieren über 1000 Studenten an 14 Fakultäten. An der Hochschule lehren mehr als 160 Dozenten, darunter 21 Akademiemitglieder und korrespondierende Mitglieder der Nationalen Akademie der Künste der Ukraine und der Ukrainischen Akademie der Architektur. 11 Dozenten sind Preisträger des Nationalpreises der Ukraine. Den Taras-Schewtschenko-Preis der Ukraine in Architektur besitzen 39 Doktoren und Professoren. 71 sind Volkskünstler der Ukraine und 2 Volksarchitekten der Ukraine. Rektor der Akademie ist seit 1989 der 1946 geborene Andrij Tschebykin (Андрій Володимирович Чебикін), der seit 1997 auch Präsident der Nationalen Akademie der Künste der Ukraine ist.